# Dorfkirche Lengfeld

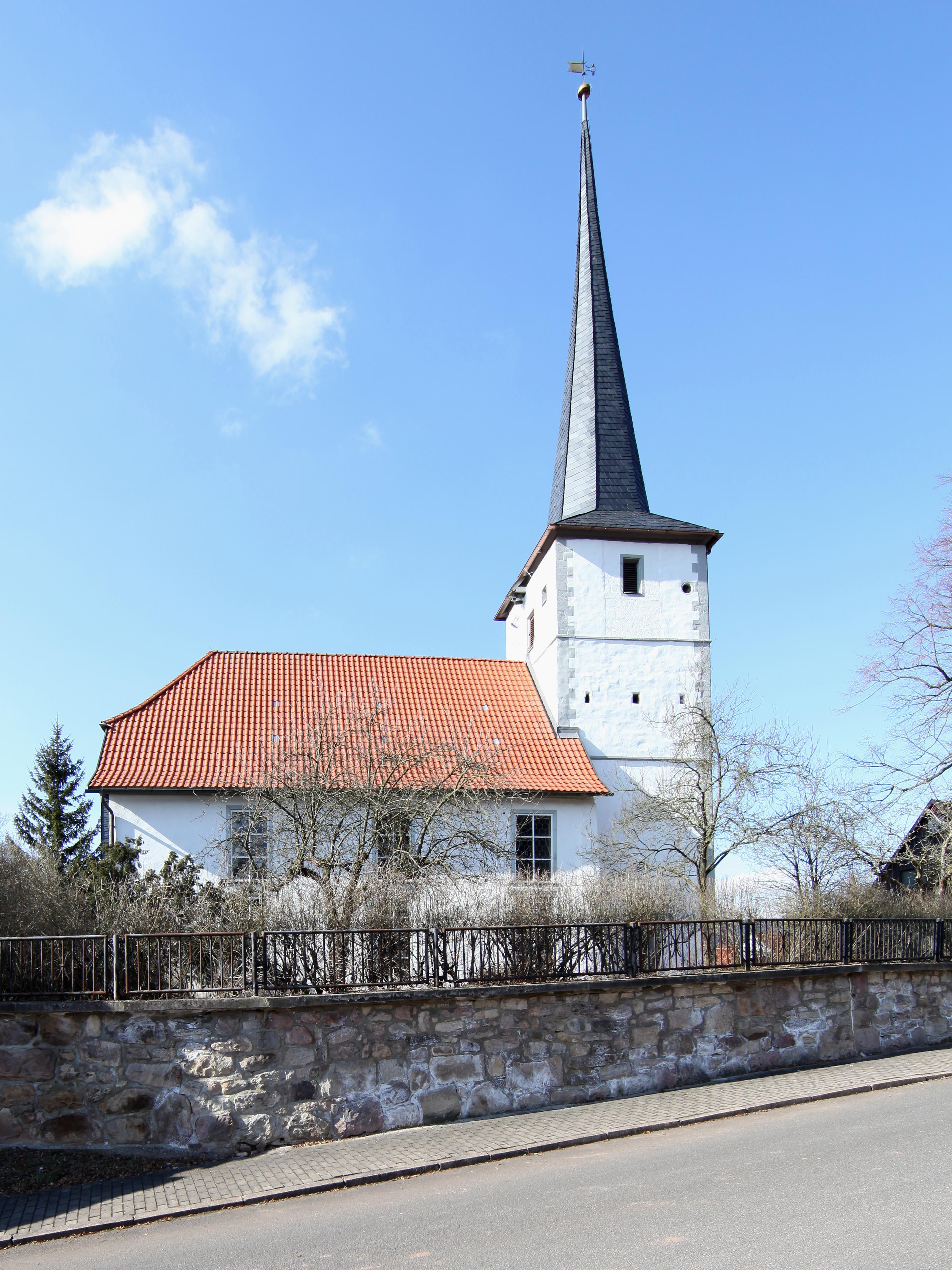
Evangelisch-lutherische Kirche

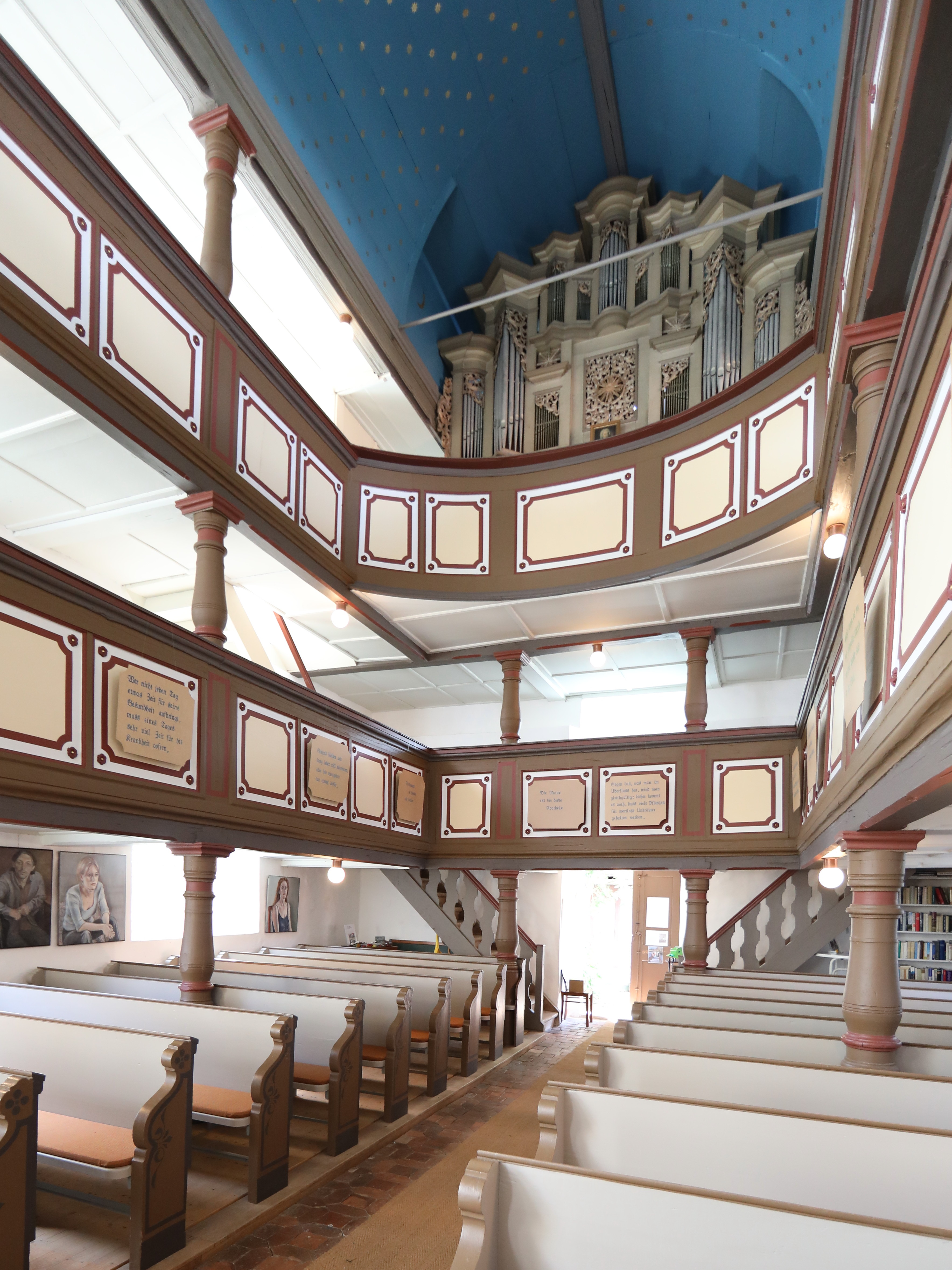
Emporen und Orgel

Die denkmalgeschützte evangelisch-lutherische Dorfkirche Lengfeld in der Gemeinde Lengfeld im Landkreis Hildburghausen in Thüringen steht auf einer kleinen Anhöhe und ist vom Friedhofsgelände von einer zwei bis drei Meter hohen Mauer umgeben. 
Die Kirche von Lengfeld war ursprünglich die Mutterkirche für die umliegenden Orte vom Kloster Veßra, Zollbrück, Neuhof, Ahlstädt, Keulrod, Bischofrod, Eichenberg und Grub. Ihr Erbauungsjahr ist unbekannt.
Der untere Teil des Turmes und der Chor sowie die Sakristei mit Tonnengewölbe sind romanischen Ursprungs. An den Wänden wurden zehn Weihekreuze freigelegt. 
Innen ist sie eine pseudobasilikale Emporenkirche mit tonnengewölbtem Mittelschiff und flach gedeckten Seitenschiffen. Sie hat dreiseitig umlaufende Emporen in zwei Etagen. Die barocken runden Stützpfeiler sind unter, zwischen und über den Emporen gleichartig gestaltet. 
Die Orgel aus der Zeit vor 1770  ein Werk des Hildburghäuser Orgelbauers Johann Christian Dotzauer.